# 2020 Texas Gladiators
Pour plus de détails, voir Fiche technique et Distribution.
2020 Texas Gladiators (Anno 2020 - I gladiatori del futuro) est un film italien réalisé par George Eastman, sorti en 1983.

## Synopsis
La Terre est détruite par le nucléaire dans le Texas et les survivants doivent ramener l'ordre sur terre. Ils seront confrontés à un dictateur, ses soldats et ses alliées qui sont toutes une horde de motards assassins.

## Fiche technique
- Titre original : Anno 2020 - I gladiatori del futuro
- Titre français : 2020 Texas Gladiators
- Titre anglais ou international : One Eye Force
- Réalisation : George Eastman
- Scénario : George Eastman & Aldo Florio
- Musique : Carlo Maria Cordio
- Photographie : Joe D'Amato
- Montage : Caesar White
- Production : Joe D'Amato
- Société(s) de production : Continental Motion Pictures Corporation, Erka Cinematografica
- Pays :  Italie
- Langue : italien
- Format : Couleur - Mono - 35 mm
- Genre : Science-fiction, Action
- Durée : 91 min
- Dates de sortie :
  - Italie : 1982
  - France : 26 septembre 1984

## Distribution
- Peter Hooten (VF : Georges Berthomieu) : Halakron
- Sabrina Siani : Maida
- Daniel Stephen (VF : Richard Leblond) : Catch Dog
- Harrison Muller (VF : Christian Pelissier) : Jab
- Al Cliver : Nisus
- Donald O'Brien (VF : Jacques Berthier) : Black One
- Hal Yamanouchi (VF : Richard Leblond) : Red Wolfe
- Isabella Rocchietta : Katie